# Krøltuemos
Krøltuemos (Dicranoweisia) er en slægt af mosser med omkring 20 arter. Alm. Krøltuemos (Dicranoweisia cirrata) findes i Danmark.
Arterne i denne slægt er udbredt i både tempererede, antarktiske, arktiske og tropiske områder. I troperne dog kun i bjergområder.